# Seznam ameriških fizikov
Seznam ameriških fizikov.

## A
- Philip Abelson
- Stephen Louis Adler (1939 –)
- Šahriar Afšar (1971 –)
- Howard Aiken
- Michael Aizenman (1945 –)
- Berni Julian Alder (1925 – 2020)
- Keith B. Alexander (1951 –)
- Carrol Alley
- Samuel King Allison
- Ralph Asher Alpher (1921 – 2007)
- Luis Walter Alvarez (1911 – 1988)  1968
- Gene Amdahl
- Carl David Anderson (1905 – 1991)  1936
- Herbert L. Anderson (1914 – 1988)
- Philip Warren Anderson (1923 – 2020)  1977
- Hal Anger
- Nima Arkani-Hamed (1972 –)
- Richard Lewis Arnowitt (1928 – 2014)
- Neil Ashby (1934 –)
- Arthur Ashkin (1922 – 2020)  2018
- John Vincent Atanasoff (1903 – 1995)

## B
- Alexander Dallas Bache
- Robert Bacher (1905 – 2004)
- Albert Baez (1912 – 2007)
- John Carlos Baez (1961 –)
- Tom Banks
- James Maxwell Bardeen (1939 –)
- Itzhak Bars (1943 –)
- John Bardeen (1908 – 1991)   1956, 1972
- Yaneer Bar-Yam?
- Zvi Bar-Yam
- Carl Martin Bender (1943 –)
- Willard Harrison Bennett
- Seymour Benzer
- Peter Gabriel Bergmann (1915 – 2002)
- Lloyd Berkner
- Ira Borah Bernstein (1924 –)
- William Bertozzi (
- Hans Bethe (1906 – 2005) (nemško-ameriški)
- John Robert Beyster
- Raymond Thayer Birge (1887 – 1980)
- Francis Bitter
- James Daniel Bjorken (1934 –)
- Felix Bloch (1905 – 1983)  1952
- Katherine Blodgett
- Nicolaas Bloembergen (1920 – 2017)  1981
- Jim Bohlen
- David Bohm (1917 – 1992) (ameriško-brazilsko-britanski)
- Eugene Theodore Booth (1912 – 2004)
- Frederick Sumner Brackett (1896 – 1988)
- Norris Edwin Bradbury (1909 – 1997)
- Carl Henry Brans (1935 –)
- Lewis M. Branscomb (1926 – 2023)
- Walter Houser Brattain (1902 – 1987)  1956
- Gregory Breit
- Allan Bromley
- Harold Brown (1927 – 2019)
- Thomas Townsend Brown (1905 – 1985)
- Edgar Buckingham (1867 – 1940)
- Marc William Buie (1958 –)
- William Lionel Burke (1941 – 1996)

## C
- Fritjof Capra (1939 –) (avstrijsko-amer.)
- Blas Cabrera
- Curtis Callan (1942 –)
- John Lawrence Cardy (1947 –) (angleško-amer.)
- Chester Carlson
- Curtis Carlson
- Sean M. Carroll (1966 –)
- George Carruthers
- Owen Chamberlain (1920 – 2006)  1959
- Subrahmanyan Chandrasekhar (1910 – 1995)  1984
- George Chapline (1942 –)
- Herman Chernoff
- Demetrios Christodoulou (1951 –)
- Nicholas Constantine Christofilos (Νικόλαος Χριστοφίλου) (1916 – 1972)
- Robert Christy
- Steven Chu (1948 –)
- John Francis Clauser (1942 –)  2022
- William Coblentz (1873 – 1962)
- Bernard Leonard Cohen (1924 – 2012)
- Samuel Theodore Cohen (1921 – 2010) (nevtronska bomba)
- Sidney Richard Coleman (1937 – 2007)
- Samuel Cornette Collins (1898 – 1984)
- Arthur Holly Compton (1892 – 1962)
- Karl Taylor Compton (1887 – 1954)
- Edward Uhler Condon (1902 – 1974)
- Leon Neil Cooper (1930 –)  1972
- Bruce Cork (1915 – 1994)
- R. Orin Cornett (1913 – 2002)
- Ernest David Courant (1920 – 2020)
- Clyde Lorrain Cowan (1919 – 1974)
- Louis Crane (1913 – 1997)?
- James Cronin (1931 – 2016)  1980

## D
- Harry K. Daghlian mlajši
- Raymond Davis mlajši
- Clinton Joseph Davisson (1881 – 1958)
- Richard Davisson (1922 – 2004)
- Arthur L. Day
- John M. Dawson (1930 – 2001)
- Peter Josephus Wilhelmus Debye
- Hans Georg Dehmelt (1922 – 2017)  1989
- William Edwards Deming (1900 – 1993)
- Alexander Demkov
- Arthur Jeffrey Dempster (1886 – 1950)
- David Mathias Dennison (1900 – 1976)
- Stanley Deser (1931 – 2023)
- Bryce Seligman DeWitt (1923 – 2004)
- Robert Henry Dicke (1916 – 1997)
- Michael R. Douglas
- David Douglass
- Sidney David Drell (1926 – 2016)
- Mildred S. Dresselhaus (1930 – 2017)
- William Duane
- Lee Alvin DuBridge (1901 – 1994)
- Saul Dushman
- Freeman John Dyson (1923 – 2020)

## E
- Bernard Eastlund (1938 – 2007)
- Ernst Rudolf George Eckert (1904 – 2004)
- Felix Ehrenhaft (1879 – 1952)
- Harvey Einbinder (1926 – 2013)
- Albert Einstein (1879 – 1955)  1921
- Árpád Élő (1903 – 1992) (madžarsko-ameriški)
- Walter Maurice Elsasser (1904 – 1991)
- Jane English (1942 –)
- Frederick Joseph Ernst (1933 –)
- Leo Esaki (1925 –)  1973
- Immanuel Estermann (1900 – 1973)
- Kenneth Melvin Evenson (1932 – 2002)
- Hugh Everett (1930 – 1982)
- Thomas Eugene Everhart (1932 –)
- Paul Peter Ewald (1888 – 1985)

## F
- Kasimir Fajans
- James J. Farley
- J. Doyne Farmer
- Mitchell Jay Feigenbaum (1944 – 2019)
- Enrico Fermi (1901 – 1954)  1938
- Herman Feshbach (1917 – 2000)
- Richard Phillips Feynman (1918 – 1988)  1965
- Val Logsdon Fitch (1923 – 2015)  1980
- Harvey Fletcher (1884 – 1981)
- Kenneth William Ford (1926 –)
- Robert Lull Forward (1932 – 2002)
- William Alfred Fowler (1911 – 1995)  1983
- Geoffrey C. Fox (1944 –) (angleško-ameriški)
- James Franck (1882 – 1964)  1925
- Philipp Frank (1884 – 1966)
- Benjamin Franklin (1706 – 1790)
- Melissa Franklin
- Daniel Zissel Freedman (1939 –)
- Peter George Oliver Freund (1936 –)
- Herbert Friedman (1916 – 2000)
- Jerome Isaac Friedman (1930 –)  1990
- David Henry Frisch (1918 – 1991)
- Robert Works Fuller (1936 –)

## G
- George Gamow (1904 – 1968)
- Stephen George Gasiorowicz (1928 – 2016)
- Murray Gell-Mann (1929 – 2019)  1969
- Howard Mason Georgi (1947 –)
- Lester Germer (1896 – 1971)
- Robert Geroch (1942 –)
- Neil Gershenfeld (1959 –)
- Ezra Getzler (1962 –)
- Ivar Giaever (1929 – 2025) (norveško-ameriški  1973)
- Josiah Willard Gibbs (1839 – 1903)
- Walter Gilbert (1932 –)  1980
- Paul Ginsparg (1955 –)
- Donald Arthur Glaser (1926 – 2013)  1960
- Sheldon Lee Glashow (1932 –)  1979
- Roy Jay Glauber (1925 – 2018)  2005 (skupaj z John Lewis Hallom)
- Robert Hutchings Goddard (1882 – 1945)
- Maria Goeppert-Mayer (1906 – 1972)  1963
- Marcel Jules Edouard Golay (1902 – 1989)
- Marvin Leonard Goldberger (1922 – 2014)
- Maurice Goldhaber (1911 – 2011)
- Jack Goldman (1921 – 2011)
- Herbert Goldstein (1922 – 2005)
- Lev Petrovič Gorkov (1929 – 2016)
- Samuel Abraham Goudsmit (1902 – 1978)
- Louis Harold Gray (1905 – 1965)
- Oscar Wallace Greenberg (1932 –)
- Brian Greene (1963 –)
- Kenneth Ingvard Greisen (1918 – 2007)
- David Jeffrey Griffiths (1942 –)
- Robert Budington Griffiths (1937–)
- David Jonathan Gross (1940 –)  2004
- Steven Scott Gubser (1972 –)
- Alan Harvey Guth (1947 –)
- Martin Charles Gutzwiller (1925 – 2014)

## H
- Erwin Louis Hahn (1921 – 2016)
- Edwin Hall
- John Lewis Hall (1934 –)  2005 (skupaj z Roy Jay Glauberjem)
- Bertrand Israel Halperin (1941 –)
- James Hansen
- W.W. Hansen
- Harish-Chandra (1923 – 1983)
- Michael H. Hart
- James Burkett Hartle (1939 – 2023)
- Akira Hasegawa (1964 –) (jap.-amer.)
- Peter Havas (1916 – 2004) (judovsko-madžarsko-avstrijsko-ameriški)
- Alan J. Heeger
- Joseph Henry
- Conyers Herring (1914 – 2009)
- Victor Franz Hess (1883 – 1964)  1936
- David Hestenes (1933 –)
- William Higinbotham (1910 – 1994)
- Jorge Eduardo Hirsch (1953 –)
- Robert Hofstadter (1915 – 1990)  1961 (skupaj z R. L. Mössbauerjem)
- D. Van Holliday
- Nick Holonyak (1928 – 2022)
- Norman Holter
- John Joseph Hopfield (1933 –)
- John Hopps
- Paul Horowitz
- William Vermillion Houston (1900 – 1968)
- Jonathan Huebner
- Russell Alan Hulse (1950 –)  1993 (skupaj s Taylorjem)
- Curtis Judson Humphreys (1898 – 1986)
- Franklin Livingstone Hunt
- Wesley Huntress

## J
- John David Jackson (1925 – 2016)
- Arthur Jaffe (1937 –)
- Karl Guthe Jansky (1905 – 1950)
- Edwin Thompson Jaynes (1922 – 1998)
- Deborah S. Jin (1968 –)

## K
- Shamit Kachru
- Leo Kadanoff (1937 – 2015)
- Michio Kaku (1947 –)
- Martin Kamen (1913 – 2002)
- Charles Kuen Kao (1933 – 2018)  2009 (kitajsko-ameriški)
- Aryeh Kaplan
- Anton Nikolajevič Kapustin (1971 –)
- Leon Kass
- Henry Way Kendall (1926 – 1999)
- Harry Jeffrey Kimble (1949 –)
- Charles Kittel (1916 – 2019) (= 103 leta!)
- Igor Romanovič Klebanov (1962 –)
- Daniel Kleppner
- Paul Ernest Klopsteg (1889 – 1991)
- Walter Kohn
- Edward Kolb (1951 –)
- John Michael Kosterlitz (1943 –) (škotsko-ameriški)
- Robert Harry Kraichnan (1928 – 2008)
- Lawrence M. Krauss (1954 –)
- Herbert Kroemer (1928 – 2024)  2000 (nemško-ameriški)
- Ralph Kronig (1904 – 1995)
- Martin David Kruskal (1925 – 2006)

## L
- Lucien LaCoste (1907 – 1995)
- Willis Lamb (1913 – 2008)
- Alfred Landé (1888 – 1976)
- Robert J. Lang (1961 –)
- Donald Newton Langenberg (1932 – 2019)
- Irving Langmuir (1881 – 1957)
- Robert B. Laughlin (1950 –)
- Charles Christian Lauritsen (1892 – 1968)
- Ernest Orlando Lawrence (1901 – 1958)  1939
- Joel Louis Lebowitz (1930 –)
- Leon Max Lederman (1922 – 2018)  1988
- Benjamin Lee
- David Morris Lee (1931 –)  1996
- Tsung-Dao Lee (1926 – 2024)  1957 (kitajsko-ameriški)
- Anthony James Leggett (1938 –)  2003 (angleško-ameriški)
- Robert Benjamin Leighton (1919 – 1997)
- Arkady Levanyuk
- Janna Levin
- Walter Lewin (1936 –)
- Elliott Hershel Lieb (1932 –)
- Alan Lightman
- Alan P. Lightman
- Julius Edgar Lilienfeld
- Andrej Dimitrijevič Linde (Андрей Дмитриевич Линде; Andrei Linde) (1948 –)
- Richard Lindzen
- Milton Stanley Livingston (1905 – 1986)
- Mario Livio (1945 –) (romunsko-izraelsko-ameriški astrofizik, popularizator znanosti)
- Giovanni Rossi Lomanitz (1921 – 2003)
- Fritz London (1900 – 1954)
- Francis Wheeler Loomis (1889 – 1976)
- Francis Eugene Low (1921 – 2007)
- Matthew Luckiesh
- Markus Luty
- Theodore Lyman (1874 – 1954)
- Waldo K. Lyon

## M
- William Francis Magie (1858 – 1943)
- Bogdan Maglić/Maglich (1928 – 2017)  (Srb)
- Theodore Harold Maiman (1927 – 2007)
- Juan Martín Maldacena (1968 –)
- Corinne Alison Manogue (1955 –)
- John Henry Manley (1907 – 1990)
- Herman William March (1878 – 1953)
- Henry Margenau (1901 – 1997)
- Robert Eugene Marshak (1916 – 1992)
- John Cromwell Mather (1946 –)  2006
- Joseph Edward Mayer (1904 – 1983)
- Barry Malcolm McCoy (1940 –)
- James Edward McDonald (1920 – 1971)
- Edwin Mattison McMillan (1907 – 1991)
- Charles Edward Kenneth Mees (1882 – 1960)
- William Frederick Meggers (1888 – 1966)
- Aden Baker Meinel (1922 – 2011)
- Thomas Corwin Mendenhall (1841 – 1924)
- Eugen Merzbacher (1921 – 2013)
- Nicholas Metropolis (1915 – 1999)
- Albert Abraham Michelson (1852 – 1931)  1907
- Dayton Clarence Miller (1866 – 1941)
- Robert Andrews Millikan (1868 – 1953)  1924
- Mark Muir Mills (1917 – 1958)
- Robert Laurence Mills (1927 – 1999)
- Charles William Misner (1932 – 2023)
- Karl Z. Morgan (1907 – 1999)
- Fernando Bernardino Morinigo (1936 – 2011)
- Edward Williams Morley (1838 – 1923)
- Philip Morrison (1915 – 2005)
- Philip McCord Morse (1903 – 1985)
- Ben Roy Mottelson (1926 – 2022)  1975 (dansko-ameriški)
- Richard A. Muller (1944 –)
- Erwin Wilhelm Müller (1911 – 1977) (nemško-ameriški)
- Walther Müller (1905 – 1979) (nemško-ameriški)
- Robert Sanderson Mulliken (1896 – 1986)  1988
- Kater Whitney Murch

## N
- Joičiro Nambu (南部 陽一郎) (1921 – 2015)  2008 (japonsko-amer.)
- Seth Neddermeyer (1907 – 1988)
- Ezra Ted Newman (1929 – 2021)
- Alfred O. C. Nier
- William Nierenberg
- Robert Noyce (1927 – 1990)
- John Mitchell Nuttall
- Perley Gilman Nutting (1873 – 1949)

## O
- Marcus O'Day
- Jörgen Lykke Olsen (1923 – 2006)
- Gerard Kitchen O'Neill (1927 – 1992)
- Irwin Oppenheim (1929 – 2014)
- Frank Oppenheimer (1912 – 1985)
- Julius Robert Oppenheimer (1904 – 1967)
- Douglas Dean Osheroff (1945 –)  1996
- Jeremiah Paul Ostriker (1937 – 2025)
- Burt Ovrut

## P
- Don Nelson Page (1948 –)
- Heinz Pagels
- Abraham Pais (1918 – 2000) (nizozemsko-amer.)
- George Pake (1924 – 2004)
- Wolfgang Kurt Hermann Panofsky (1919 – 2007)
- Leonard Parker
- Laurence Passell (1925 – 2021)
- Jogesh Pati
- Wolfgang Pauli (1900 – 1958) (avstrijsko-ameriško-švicarski)
- Philip James Edwin Peebles (1935 –)
- George Braxton Pegram (1876 – 1958)
- Arno Allan Penzias (1933 – 2024)  1978 (nemško-ameriški)
- Jerome K. Percus (1926 – 2021)
- Martin Lewis Perl (1927 – 2014)  1995
- Anton Peterlin (1908 – 1993) (slovensko-ameriški)
- Dušan Petrač (1932 – 2023) (slovensko-ameriški)
- Peter Petroff (1919 – 2003) (bolgarsko-ameriški)
- August Herman Pfund (1879 – 1949)
- Melba Phillips (1907 – 2004)
- William Daniel Phillips (1948 –)  1997
- Oreste Piccioni (1915 – 2002)
- Edward Charles Pickering (1846 – 1919)
- Milton Spinoza Plesset (1908 – 1991)
- Joseph Polchinski (1954 – 2018)
- Martin Arthur Pomerantz (1916 – 2008)
- John Phillip Preskill (1953 –)
- Frank Press (1924 – 2020) (geofizik)
- Mihajlo Pupin (1854 – 1935) (srbsko-ameriški)
- Edward Mills Purcell (1912 – 1997)

## R
- Isidor Isaac Rabi (1898 – 1988)  1944
- Leo James Rainwater (1917 – 1986)  1975
- Alladi Ramakrishnan (1923 – 2008) (ind.-amer.)
- Simon Ramo
- Pierre Ramond (1943 –)
- Norman Foster Ramsey (1915 – 2011)  1989
- Lisa Randall (1962 –)
- Frederick Reines (1918 – 1998)  1995
- Dirk Reuyl
- Stuart A. Rice
- Robert Coleman Richardson (1937 – 2013)  1996
- Burton Richter (1931 – 2018)  1976
- Charles Francis Richter (1900 – 1985)
- Sally Kristen Ride (1951 – 2012)
- Wolfgang Rindler (1924 – 2019) (avstrijsko-ameriški)
- Ronald Rivlin
- Howard Percy Robertson (1903 – 1961)
- Nathan Abraham Rosen (1909 – 1995)
- Marshall Rosenbluth (1927 – 2003)
- Arthur H. Rosenfeld (1926 – 2017)
- Bruno Benedetto Rossi (1905 – 1993)
- Michael G. Rossmann (1930 – 2019) (nemško-ameriški)
- Henry Augustus Rowland (1848 – 1901)

## S
- Wallace Clement Sabine
- Rainer Kurt "Ray" Sachs (1932 – 2024) (nemško ameriški matematični fizik in kozmolog)
- Edwin Salpeter (1924 – 2008) (avstrijsko - ameriški astrofizik)
- Jack Sarfatti (1939 –)
- Gertrude Scharff-Goldhaber (1911 – 1998)
- Arthur Leonard Schawlow (1921 – 1999)  1981
- Ellery Schempp
- Robert J. Scherrer (1959 –)
- Alfred Schild
- John Robert Schrieffer (1931 – 2019)  1972
- Melvin Schwartz (1932 – 2006)  1988
- John Henry Schwarz (1941 –)
- Julian Seymour Schwinger (1918 – 1994)  1965
- Emilio Gino Segrè (1905 – 1989)  1959 (italijansko-amer.)
- Frederick Seitz (1911 – 2008)
- Walter Andrew Shewhart (1891 – 1967)
- William Bradford Shockley (1910 – 1989)  1956
- Clifford Glenwood Shull (1915 – 2001)  1994
- Ludwik Silberstein (1872 – 1948)
- Eva Silverstein
- Barry Simon (1946 –)
- James Harris Simons
- John Clarke Slater (1900 – 1976)
- Larry Smarr
- George Elwood Smith (1930 – 2025)  2009 (skupaj s Boyleom)
- Lee Smolin (1955 –)
- George Fitzgerald Smoot III. (1945 –)  2006
- Henry DeWolf Smyth (1898 – 1986)
- Hartland Sweet Snyder (1913 – 1962)
- Alan Sokal (1955 –)
- Marin Soljačić (1974 –) (Hrvat)
- Thomas Crawford Spencer (1946 –)
- Lyman Strong Spitzer mlajši (1914 – 1997)
- Phillip Sprangle (1944 –)
- Harry Eugene Stanley (1941 –)
- V. Alexander Stefan
- Jack Steinberger (1921 – 2020)  1988 (nemško-ameriško-švic.)
- Paul Joseph Steinhardt (1951 –)
- Otto Stern (1888 – 1969)  1943
- Harlan True Stetson
- Thomas H. Stix (1924 – 2001)
- John Stone Stone
- Andrew Strominger (1955 –)
- Ernst Stuhlinger (1913 – 2008)
- Hans Eduard Suess
- Raman Sundrum
- Leonard Susskind (1940 –)
- William Francis Gray Swann (1884 – 1962)
- Leó Szilárd (1898 – 1964)

## Š
- Mihail Arkadjevič Šifman (1949 –) (rusko-amer.)

## T
- Abraham Haskel Taub (1911 – 1999)
- Theodore Brewster Taylor (1925 – 2004)
- Joseph Hooton Taylor mlajši (1941 –)  1993 (skupaj s Hulsom)
- Valentine Telegdi (1922 – 2006) (madžarsko-amer.)
- Edward Teller (1908 – 2003) (madžarsko-amer.)
- Nikola Tesla (1856 – 1943)
- Saul Arno Teukolsky (1947 –)
- Benjamin Thompson (1753 – 1814)
- Kip Stephen Thorne (1940 –)   2017
- David James Thouless (1934 – 2019)
- Samuel Chao Chung Ting (1936 –)  1976
- Frank Jennings Tipler (1947 –)
- László Tisza (1907 – 2009) (madžarsko-amer.)
- Richard Chace Tolman (1881 – 1948)
- Charles Hard Townes (1915 – 2015)  1964
- James Trefil
- Sam Bard Treiman (1925 – 1999)
- Clifford Truesdell
- Tsung-Dao Lee (1926 – 2024)  1957 (kitajsko-ameriški)

## U
- George Eugene Uhlenbeck

## V
- Cumrun Vafa (1960 –)
- Arkadij Josifovič Vajnštejn (1942 –)
- James Alfred Van Allen (1914 – 2006)
- John Hasbrouck van Vleck (1899 – 1980)  1977
- Robert Jemison Van de Graaff (1901 – 1967)
- Victor Ninov
- Alexander Vilenkin (1949 –) (rus.-amer.)

## W
- Robert Manuel Wald (1947 –)
- Jearl Dalton Walker (1945 –)
- Gregory Hugh Wannier (1911 – 1983) (Švicar)
- Alan Tower Waterman (1892 – 1967)
- Joseph Weber (1919 – 2000)
- Arthur Gordon Webster (1863 – 1923)
- Alvin Martin Weinberg (1915 – 2006)
- Steven Weinberg (1933 – 2021)  1979
- Rainer Weiss (1932 –)  2017
- Victor Fiederich Weisskopf (1908 – 2002) (avstrijsko-amer.)
- Mark Welland 1955 (britansko-amer.)
- George Wetherill
- Edward Weston
- John Archibald Wheeler (1911 – 2008)
- Albert Edward Whitford (1905 – 2002)
- Sarah Frances Whiting
- Benjamin Widom (1927 – 2025)
- Clyde Wiegand
- Arthur Wightman (1922 – 2013)
- Eugene Paul Wigner (1902 – 1995)
- Frank Anthony Wilczek (1951 –)
- Clifford Martin Will
- Kenneth G. Wilson (1936 – 2013)  1982
- Robert Rathbun Wilson (1914 – 2000)
- Robert Woodrow Wilson (1936 –)  1978
- David J. Wineland (1944 –)
- Edward Witten (1951 –)
- Louis Witten (1921 –)
- Peter Woit (1957 –) (latvijskega rodu)
- Emil Wolf (1922 – 2018)
- Fred Alan Wolf (1934 –)
- Robert Williams Wood (1868 – 1955)
- Chien-Shiung Wu (1912 – 1997)
- Tai Tsun Wu (吳大峻) (1933 – 2024)

## Y
- Eli Yablonovitch (1946 –)
- Rosalyn Sussman Yalow (1921 – 2011)  1977
- Chen Ning Franklin Yang (1922 –)  1957
- Herbert York (1921 – 2009)
- James W. York (1939 –)
- Thomas Ypsilantis

## Z
- Norman Zabusky (1929 – 2018)
- Herbert Jack Zeiger
- John Zeleny (1872 – 1951)
- Clarence Zener (1905 – 1993)
- Frank J. Zerilli
- George Zweig (1937 –) (po rodu ruski Jud)